# Anton Sloboda
Anton Sloboda (* 10. Juli 1987 in Považská Bystrica) ist ein slowakischer Fußballspieler.

## Karriere
Sloboda begann seine Karriere beim MFK Ružomberok. Im Juli 2008 stand er gegen den 1. FC Tatran Prešov erstmals im Profikader von Ružomberok. Sein Debüt in der Corgoň liga gab er im Mai 2009, als er am 32. Spieltag der Saison 2008/09 gegen Spartak Trnava in der 62. Minute für Ján Maslo eingewechselt wurde. In jenem Spiel, das Ružomberok mit 4:0 gewann, erzielte er mit dem Treffer zum Endstand auch sein erstes Tor in der höchsten slowakischen Spielklasse. Bis Saisonende kam er zu einem weiteren Einsatz.
In der Saison 2009/10 konnte Sloboda schließlich fester Bestandteil des Profikaders werden und kam zu 24 Einsätzen in der Corgoň liga, in denen er ein Tor erzielte. In der Saison 2010/11 kam er zu 14 Einsätzen in der Liga. Nach weiteren neun Spielen in der Saison 2011/12, in denen er zwei Tore erzielte, wechselte er während der laufenden Saison nach Tschechien zum FK Viktoria Žižkov. Bis Saisonende kam er zu zwölf Einsätzen in der Gambrinus Liga, aus der er mit Žižkov jedoch zu Saisonende als Tabellenletzter absteigen musste.
Nach 16 Einsätzen in der FNL bis zur Winterpause der Saison 2012/13 verließ er den Verein in jener und wechselte nach Polen zum Erstligisten Podbeskidzie Bielsko-Biała. Bis Saisonende kam er zu 13 Einsätzen in der Ekstraklasa, in denen er ein Tor erzielte. In der Saison 2013/14 absolvierte er 26 Spiele für den Verein in der höchsten polnischen Spielklasse, in denen er zwei Tore erzielte. In der Saison 2014/15 kam er zu 20 Ligaeinsätzen, in denen er ein Tor verbuchen konnte. Die Saison 2015/16 beendete er mit dem Verein auf dem letzten Tabellenrang, womit man aus der Ekstraklasa abstieg. Sloboda kam in besagter Saison zu elf Einsätzen.
Nach dem Abstieg verließ er Bielsko-Biała und wechselte zurück in die Slowakei, wo er sich Spartak Trnava anschloss. In seiner ersten Saison bei Trnava kam er zu 24 Einsätzen in der Fortuna liga, in denen er vier Tore erzielte. In der Saison 2017/18 konnte er mit Trnava Meister werden. In jener Spielzeit kam er zu 22 Einsätzen in der Liga, in denen er ein Tor erzielte. In der Saison 2018/19 kam er zu 14 Ligaeinsätzen. Nach Saisonende verließ er den Verein.
Im Juli 2019 trainierte er mit dem österreichischen Bundesligisten SK Sturm Graz. Im August 2019 wechselte er zum FC Zlaté Moravce.

## Erfolge
Spartak Trnava
- Slowakischer Meister: 2017/18
- Slowakischer Pokalsieger: 2018/19